# 比斯特 (瑞士)
比斯特是瑞士的城鎮，位於該國南部，由瓦萊州負責管轄，面積5.84平方公里，海拔高度1,054米，2011年人口33，八成半人口信奉羅馬天主教，人口密度每平方公里6人。